# Carex krascheninnikovii
Carex krascheninnikovii är en halvgräsart som beskrevs av Vladimir Leontjevitj Komarov och V.I. Kreczetowicz. Carex krascheninnikovii ingår i släktet starrar, och familjen halvgräs. Inga underarter finns listade i Catalogue of Life.